# Robert Goebbels

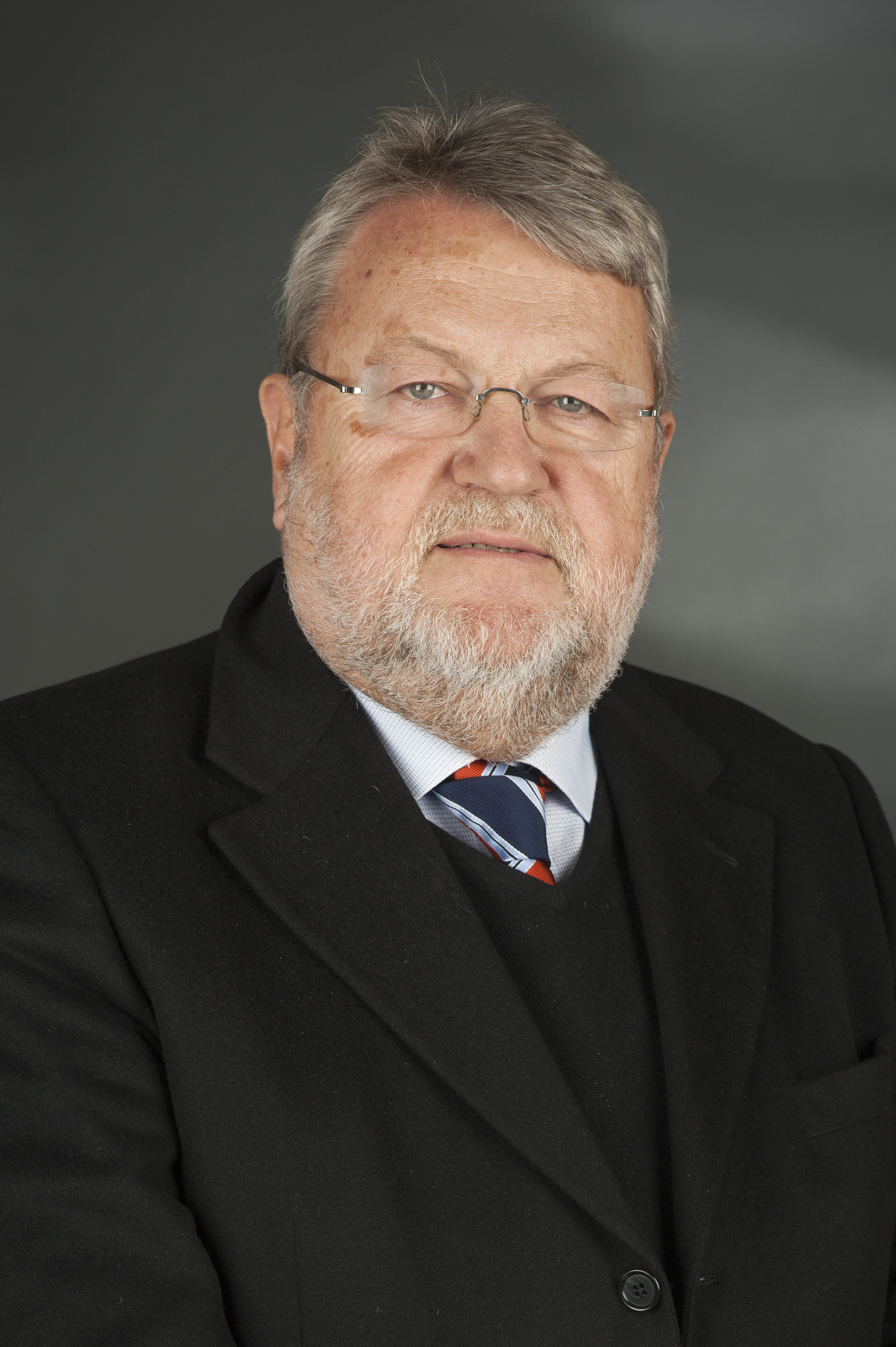
Robert Goebbels

Robert Goebbels (ur. 3 kwietnia 1944 w Luksemburgu) – luksemburski polityk, były minister, poseł do Parlamentu Europejskiego.

## Życiorys
Z wykształcenia dziennikarz, od 1972 do 1974 stał na czele krajowego stowarzyszenia dziennikarzy. W latach 1970–1985 pełnił funkcję sekretarza generalnego Luksemburskiej Socjalistycznej Partii Robotniczej. W okresach 1976–1984 i 1999–2004 zasiadał w luksemburskiej radzie miasta. W 1984 został po raz pierwszy wybrany do Izby Deputowanych, odnawiał mandat w kolejnych wyborach krajowych do 2004 włącznie. Od 1984 do 1999 zajmował stanowiska kolejne rządowe – sekretarza stanu ds. zagranicznych oraz gospodarczych, następnie ministra gospodarki, transportu i usług publicznych, a od 1994 ministra robót publicznych i energii.
W 1999, 2004 i 2009 z listy LSAP uzyskiwał mandat posła do Parlamentu Europejskiego. W VII kadencji przystąpił do grupy Postępowego Sojuszu Socjalistów i Demokratów oraz Komisji Przemysłu, Badań Naukowych i Energii. W Europarlamencie zasiadał do 2014.